# Dichoteleas
Dichoteleas (лат.) — род наездников из подсемейства Scelioninae (Scelionidae, или Platygastridae, по другим классификациям). В Старом Свете (Африка, Азия, Австралия) встречается около 10 видов.

## Описание
Мелкие наездники-сцелиониды, длина около 3 мм. Усики 12-члениковые и у самок и у самцов. Число максиллярных пальпомеров: 4. Форма максиллярных пальпомеров: цилиндрическая. Число лабиальных пальпомеров: 2. На средних и задних голенях по одной шпоре. Dichoteleas можно определить по удлиненным максиллярным пальпам, латеральным шипам на мезоскутеллюме, медиальному шипу на метаскутеллюме и хорошо развитой постмаргинальной жилке на переднем крыле. От Neoscelio этот таксон можно отличить по короткой (или отсутствующей) сетуации на глазах и хорошо развитой постмаргинальной жилке. Его можно отличить от Oxyteleia и Oreiscelio, поскольку у Dichoteleas метаскутеллюм имеет только один срединный шип. Род Pseudoheptascelio из Нового Света также может быть интерпретирован как имеющий двузубчатый мезоскутеллюм. В этой группе стигмальная жилка (r-rs) возникает из субмаргинальной жилки, не доходя до костального края переднего крыла. У Dichoteleas стигмальная жилка возникает на костальном крае.

## Систематика
Около 10 видов. Маснер (1976) поместил Dichoteleas в трибу Calliscelionini подсемейства Scelioninae, хотя и отметил, что этот род «трудно классифицировать трибологически». Он также указал на возможное родство с Amblyscelio Kieffer или Neoscelio Dodd. В молекулярном 4-генном анализе Chen et al. (2021) Dichoteleas был сгруппирован с Amblyscelio и Oxyteleia Kieffer, но бутстрап-поддержка этого была относительно слабой. Род Dichoteleas довольно необычен среди платигастроидных наездников тем, что некоторые виды имеют ярко выраженную металлическую окраску. Все представители подсемейства Scelioninae являются паразитоидами яиц пауков или других насекомых, но для Dichoteleas в настоящее время нет записей хозяев, и об этой группе мало что известно.
- Dichoteleas ambositrae (Risbec, 1956)[7] — Мадагаскар
- Dichoteleas fulgidus Schwartz et al., 2023 — Индонезия: Papua Barat[2]
- Dichoteleas fuscus Schwartz et al., 2023 — Папуа — Новая Гвинея, Австралия: Queensland)[2]
- Dichoteleas hamatus Schwartz et al., 2023 — Африка (Кения, Танзания, Малави, ЮАР)[2]
- Dichoteleas indicus Saraswat, 1982[8] — Индия
- Dichoteleas pappi Szabó, 1971[9] — Австралия
- Dichoteleas rubyae Schwartz et al., 2023 — Мадагаскар[2]
- Dichoteleas rugosus Kieffer, 1907[1] — Австралия
- Dichoteleas striatus Schwartz et al., 2023 — Мадагаскар[2]
- Dichoteleas subcoeruleus Dodd, 1926[10] — Австралия
- Dichoteleas umbra Schwartz et al., 2023 — Африка (Танзания)[2]

## Фотографии

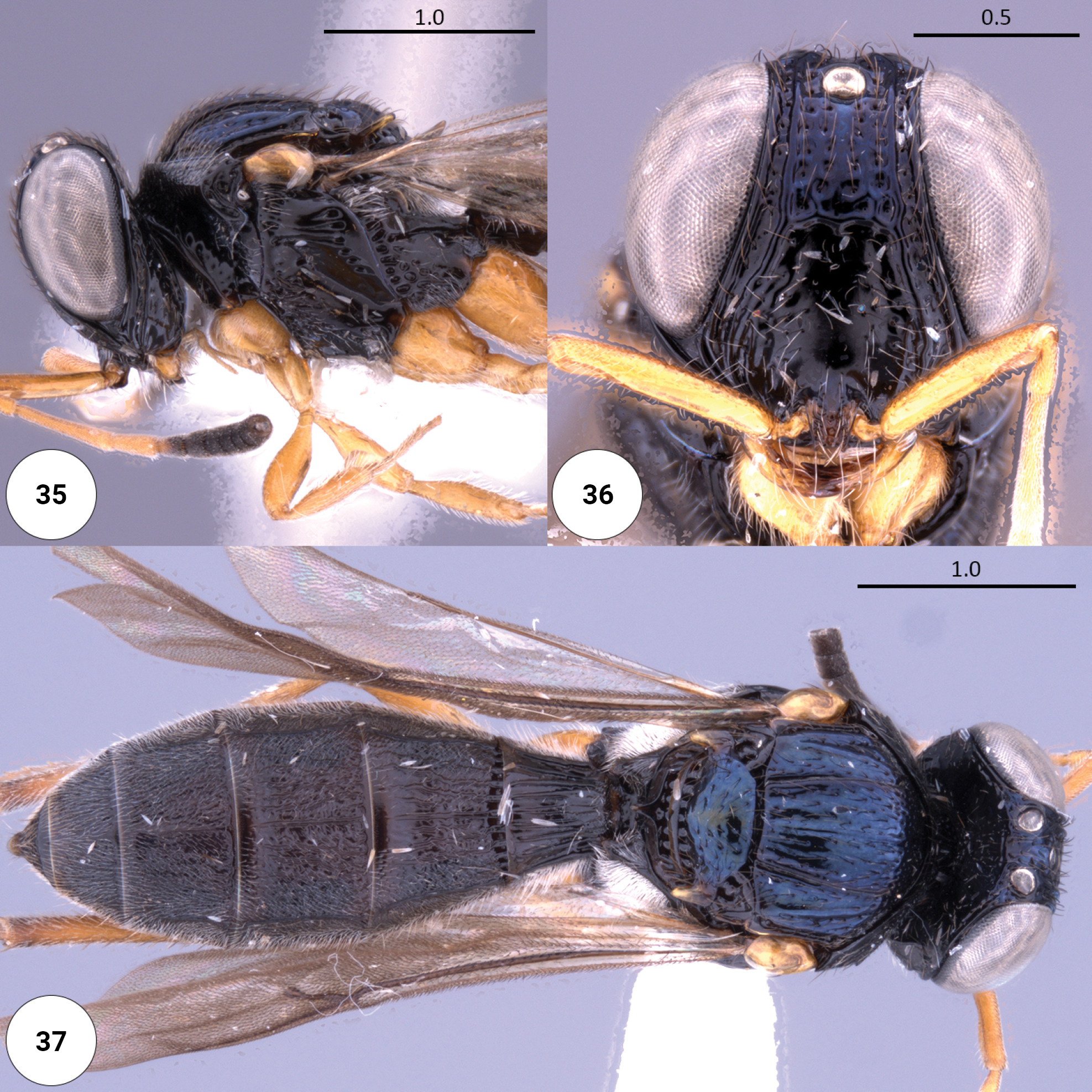
Dichoteleas subcoeruleus
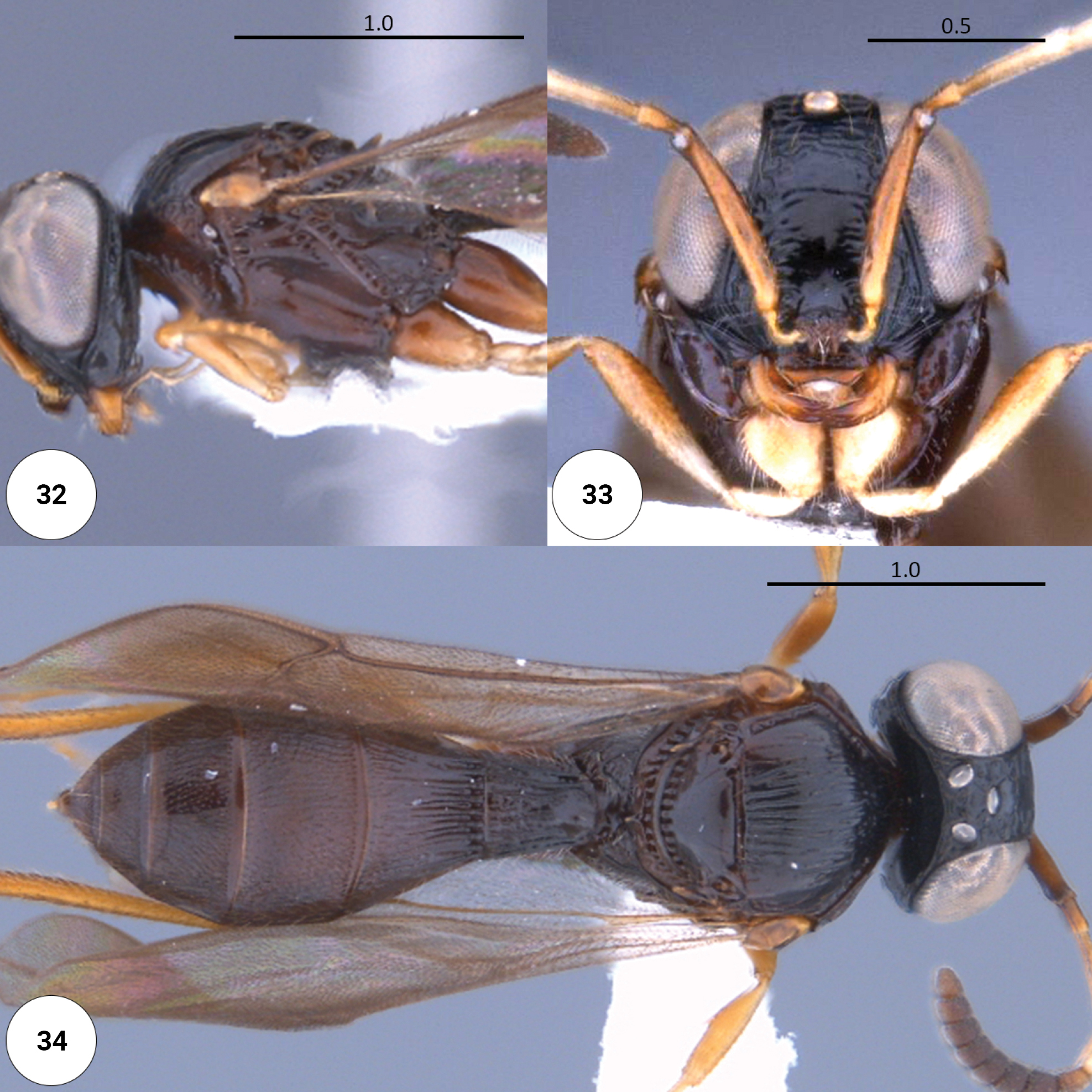
Dichoteleas striatus
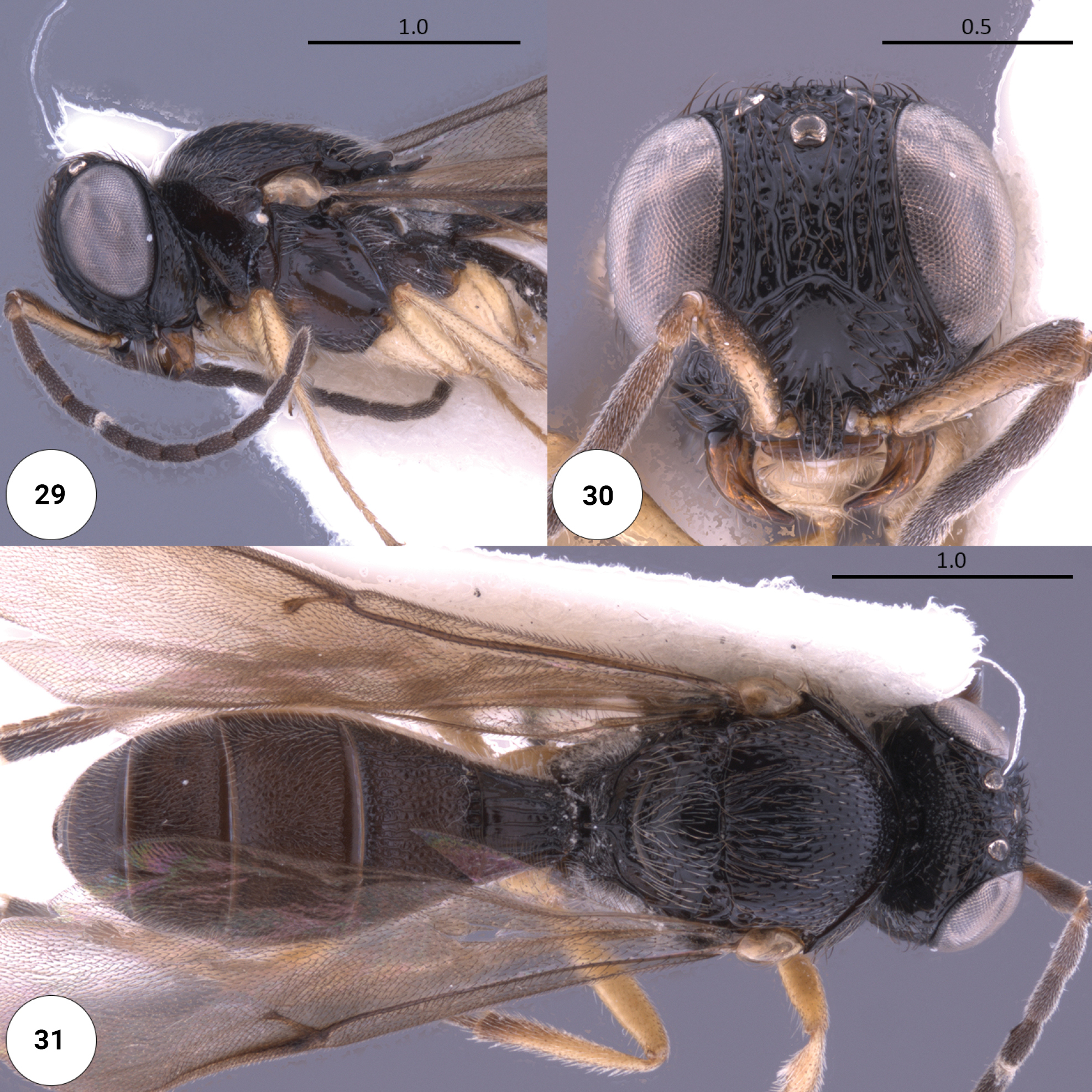
Dichoteleas rugosus
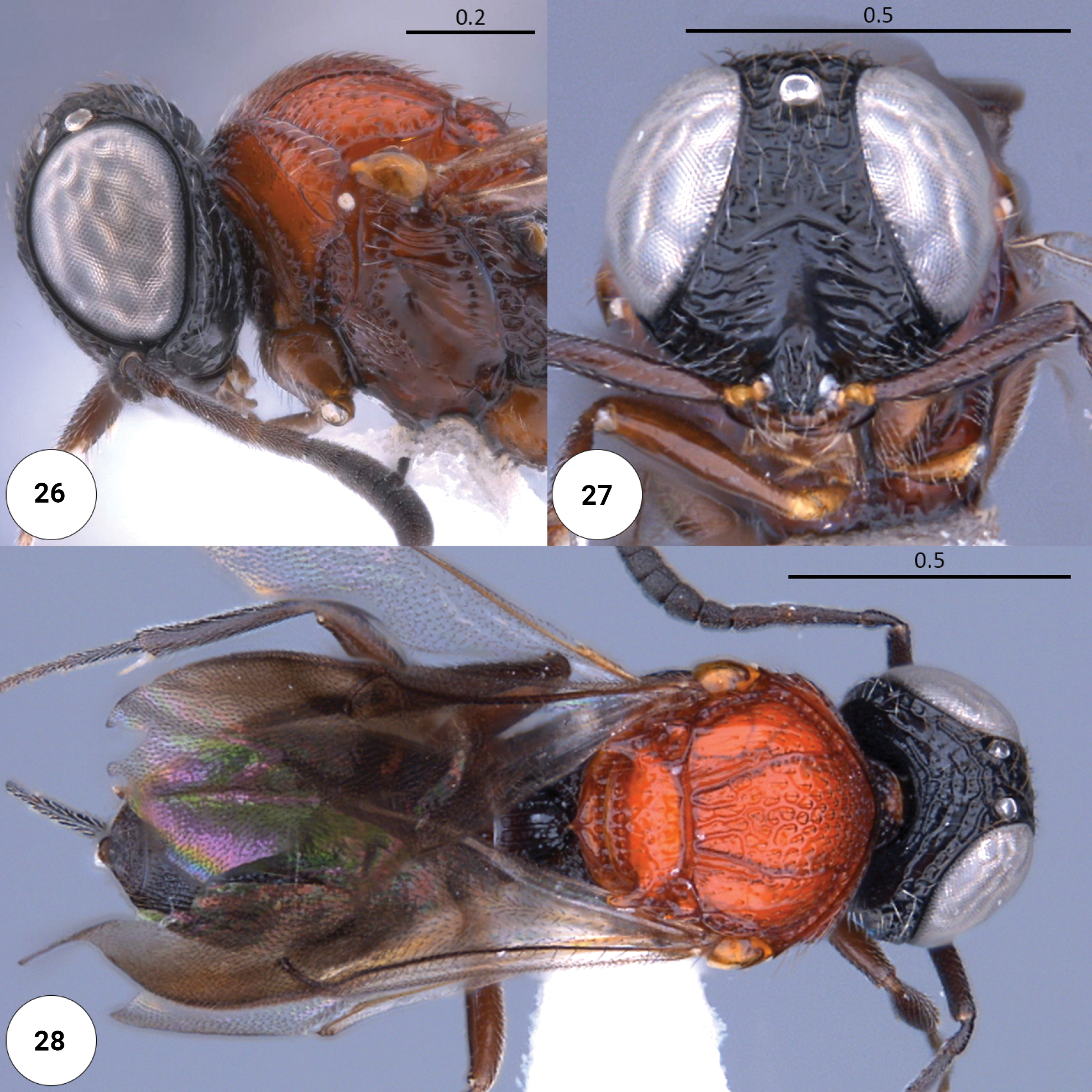
Dichoteleas rubyae
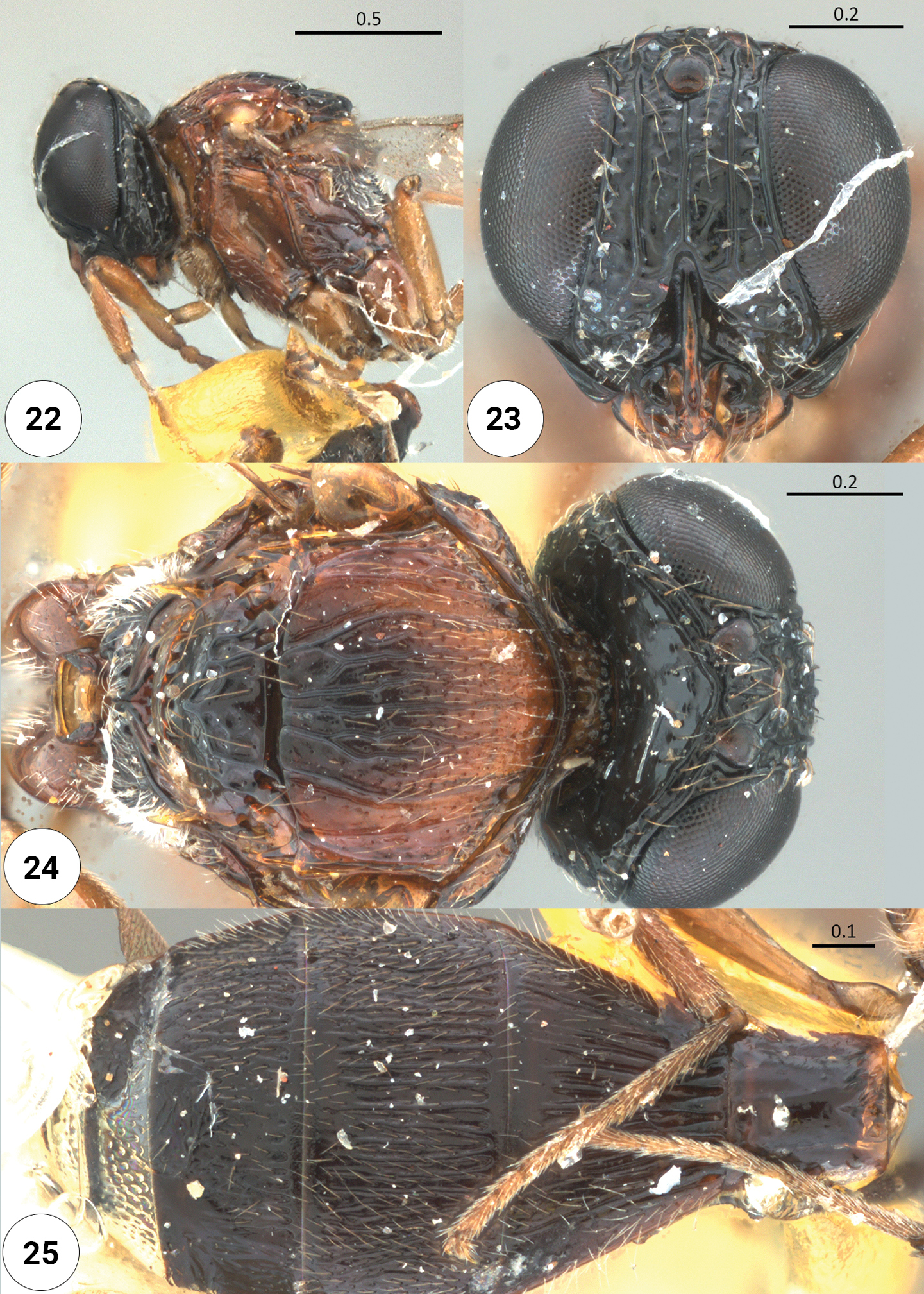
Dichoteleas indicus
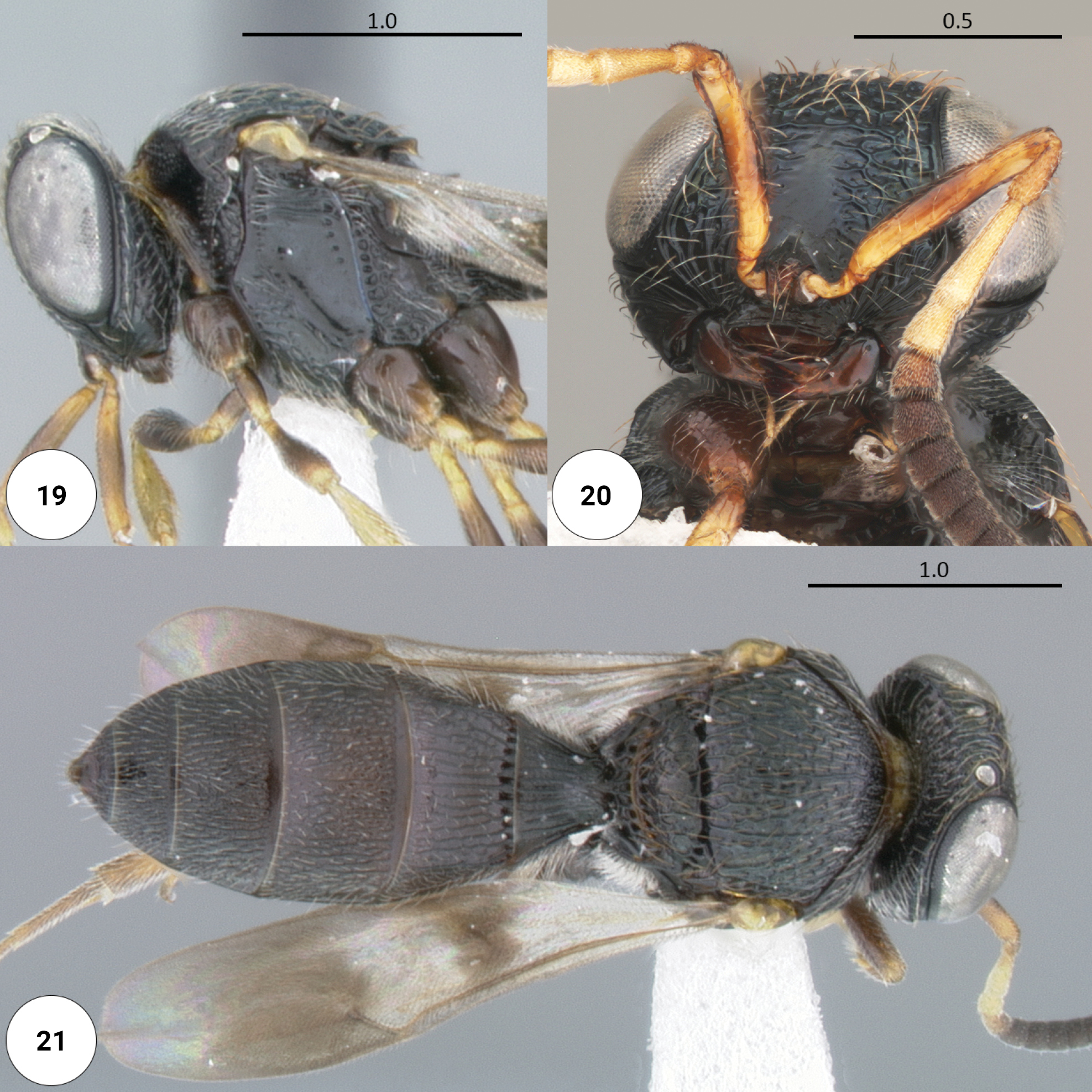
Dichoteleas hamatus
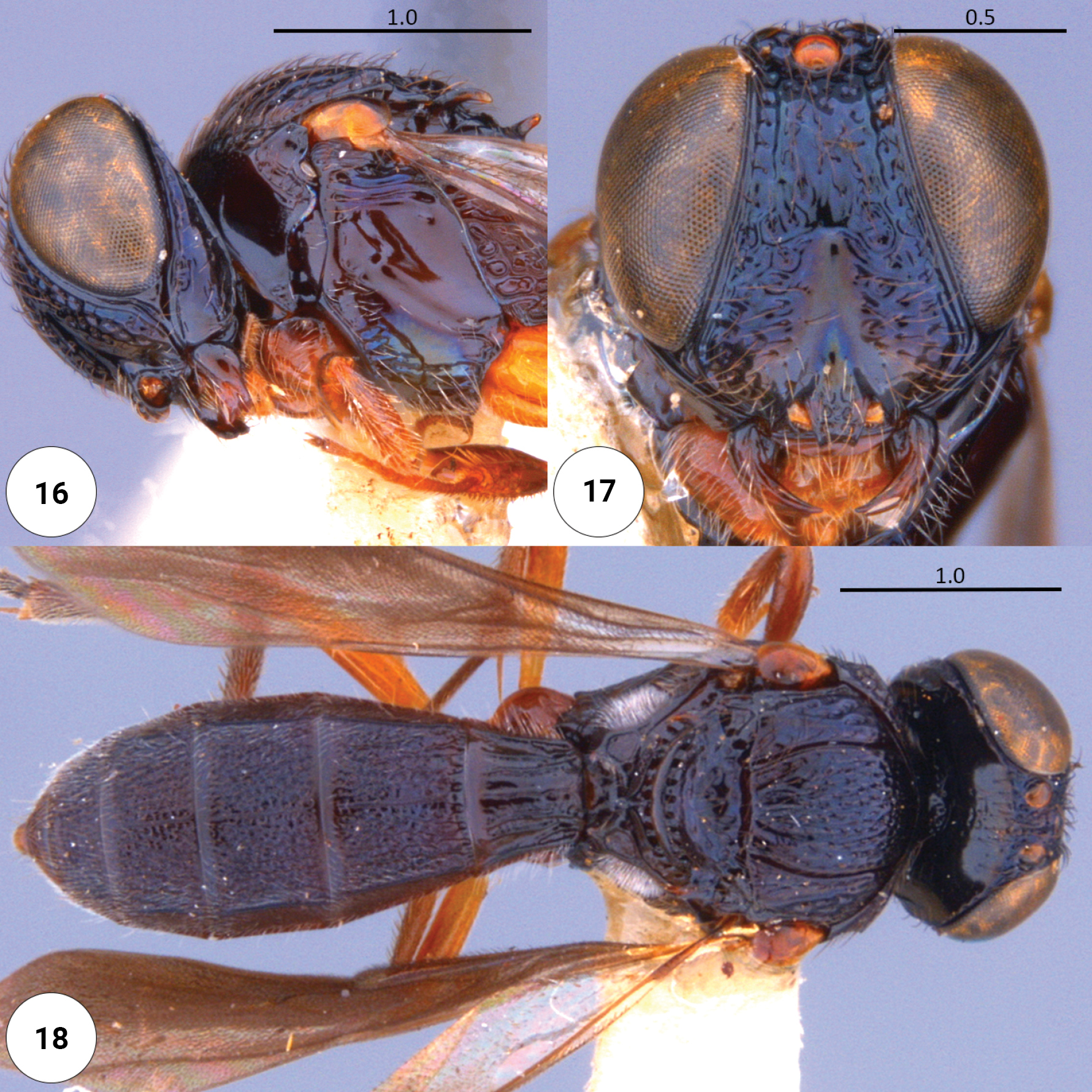
Dichoteleas fuscus
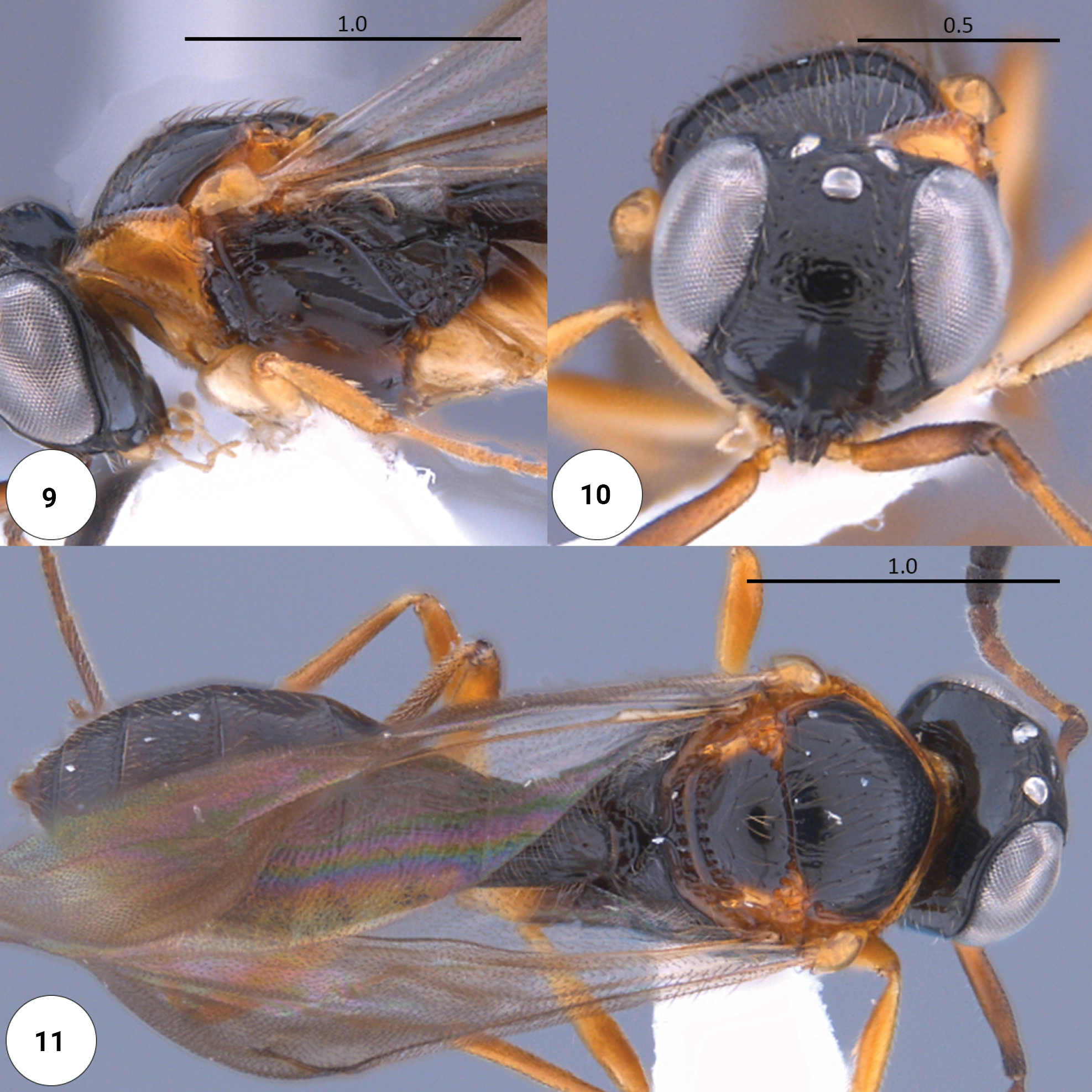
Dichoteleas ambositrae
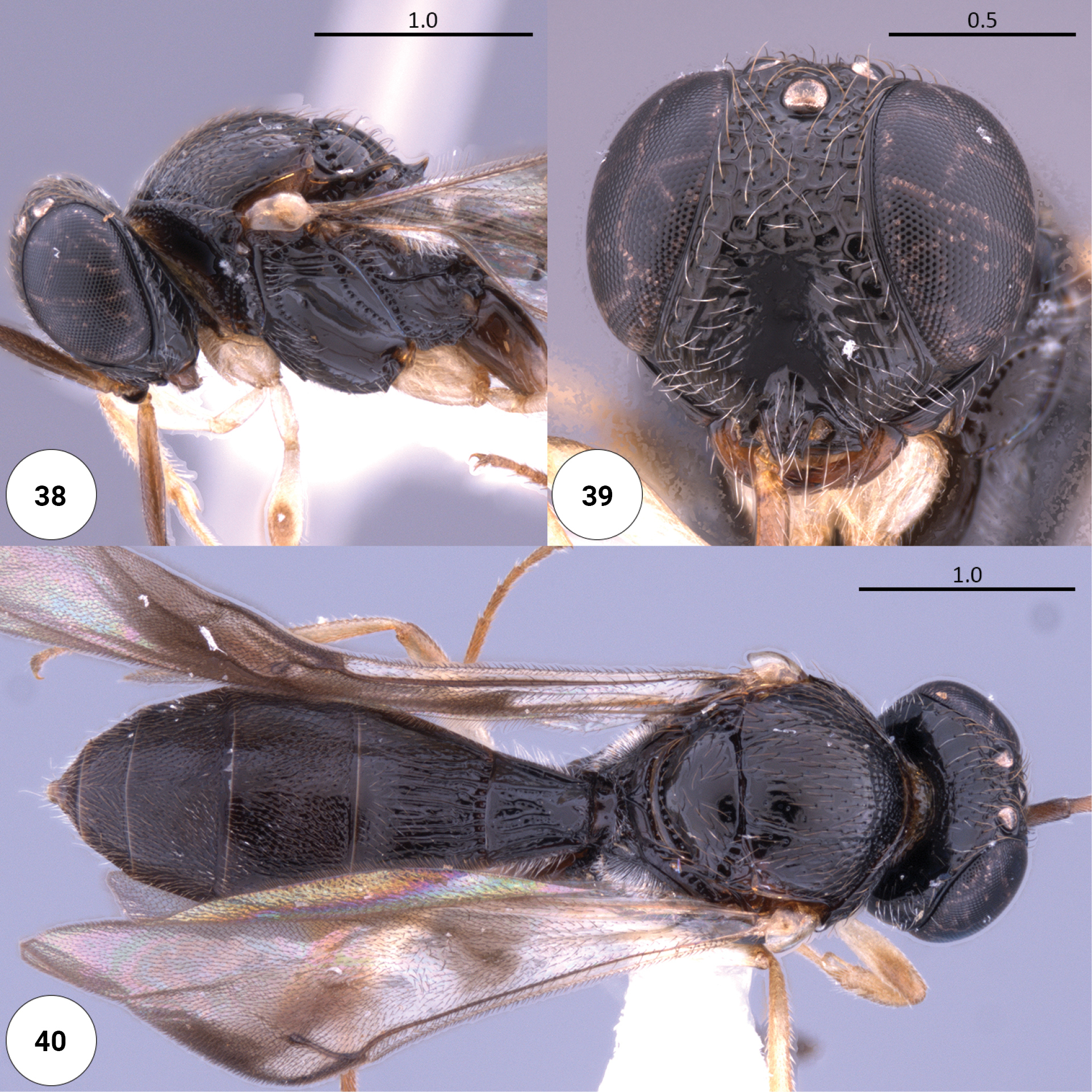
Dichoteleas umbra